# Glàndula mamària
Les glàndules mamàries són els òrgans que, en tots els mamífers, produeixen llet per alimentar les cries o fills durant els primers mesos o setmanes de vida. Aquestes glàndules exocrines són glàndules sudorípares dilatades i modificades.

## Estructura

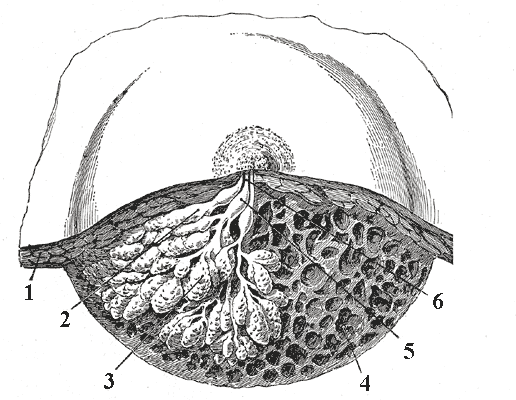

Els elements primaris d'una glàndula mamària són els alvèols (estructures tubulars buides d'uns quants mil·límetres de longitud) recoberts per cèl·lules epitelials i envoltats per cèl·lules mioepitelials. Aquests alvèols es reuneixen formant grups anomenats lòbuls i cadascun d'aquests lòbuls posseeix un ducte lactífer que drena als orificis del mugró. En les cèl·lules mioepitelials, que poden contreure's de forma similar a les musculars, la llet és impel·lida des dels alvèols, a través dels ducte lactífers cap al mugró, on s'emmagatzema en engrossiments (pits) dels ducte. A mesura que la cria comença a succionar s'inicia el "reflex hormonal de relaxació" i la llet se segrega -no s'aspira des de la glàndula- a la boca del bebè.

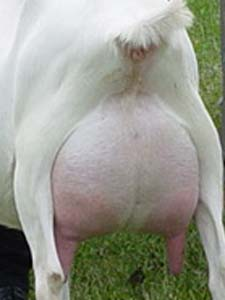
Braguer d'una cabra

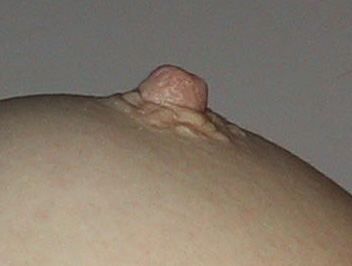
Glàndula mamària humana en estat erecte

Tot el teixit excretor de llet que es dirigeix cap a un únic ducte es denomina "glàndula mamària simple"; es defineixen com "glàndula mamària composta" totes les glàndules mamàries simples que abasten un mugró. Les dones tenen normalment dues glàndules mamàries compostes, una a cada mamella i cadascuna consta d'entre 10 i 12 glàndules simples. La presència de més de dos mugrons es diu politèlia i més de dos glàndules mamàries compostes polimàstia.
El nombre i posició de les glàndules mamàries simples i compostes varia àmpliament en els diferents mamífers. Els mugrons i les glàndules poden presentar-se a qualsevol lloc al llarg de la línia lactífera, dues línies paral·leles formades per un engrossiment de l'epidermis a la superfície ventral dels mamífers d'ambdós sexes. En general, la majoria dels mamífers desenvolupen glàndules parelles al llarg d'aquestes línies, en nombre aproximat al de cries que sol tenir cada espècie. El nombre de mugrons varia des de 2 (en la majoria dels primats) a 16 (en els porcs). L'opòssum de Virgínia en té 13, un dels pocs mamífers amb nombre senar.
La següent taula mostra el nombre i posició de les glàndules en diferents espècies:
| Espècies                            | Anterior (toràcica) | Intermèdia (abdominal) | Posterior (inguinal) | Total |
| ----------------------------------- | ------------------- | ---------------------- | -------------------- | ----- |
| cabra, ovella, cavall conill porquí | 0                   | 0                      | 2                    | 2     |
| Bovins                              | 0                   | 0                      | 4                    | 4     |
| Gat                                 | 2                   | 2                      | 0                    | 4     |
| Gos                                 | 4                   | 2                      | 2-4                  | 8-10  |
| Ratolí                              | 6                   | 0                      | 4                    | 10    |
| Rata                                | 6                   | 2                      | 4                    | 12    |
| Porc                                | 6                   | 6                      | 4                    | 16    |
| elefants, primats                   | 2                   | 0                      | 0                    | 2     |

Els mamífers mascle habitualment tenen glàndules i mugrons rudimentaris, amb unes quantes excepcions: els ratolins no tenen mugrons, els cavalls no tenen ni glàndules ni mugrons i el ratpenat frugívor daiak té glàndules lactants.
Les glàndules mamàries són autèntiques fàbriques de proteïnes, per la qual cosa diverses empreses han dissenyat animals transgènics, principalment cabres i vaques, per produir proteïnes d'ús farmacèutic. Les glicoproteïnes compostes, com els anticossos monoclonals o l'antitrombina, no es poden produir per enginyeria genètica de bacteris i la producció en animals vius és molt més barata que l'ús de cultiu cel·lular mamiferoide.